# Visjön (Ekeberga socken, Småland)
Visjön är en sjö i Lessebo kommun i Småland och ingår i Lyckebyåns huvudavrinningsområde. Sjön är 4,6 meter djup, har en yta på 1,09 kvadratkilometer och befinner sig 228 meter över havet. Sjön avvattnas av vattendraget Lyckebyån. Vid provfiske har abborre, gädda och mört fångats i sjön.

## Delavrinningsområde
Visjön ingår i det delavrinningsområde (630558-147669) som SMHI kallar för Utloppet av Visjön. Medelhöjden är 237 meter över havet och ytan är 12,54 kvadratkilometer. Det finns inga avrinningsområden uppströms utan avrinningsområdet är högsta punkten. Avrinningsområdets utflöde Lyckebyån mynnar i havet. Avrinningsområdet består mestadels av skog (76 %). Avrinningsområdet har 1,16 kvadratkilometer vattenytor vilket ger det en sjöprocent på 9,3 %.